# Beleg van Tyrus (332 v.Chr.)
Het Beleg van Tyrus van 332 v.Chr. was onderdeel van de veroveringen van Macedonische koning Alexander de Grote. Het beleg van zeven maanden leidde uiteindelijk tot de val en gedeeltelijke vernietiging van de Fenicische stadstaat Tyrus.

## Belegering
Tyrus was de belangrijkste stadstaat van Fenicië en lag deels op een eiland aan de kust van de Levant. Omdat de Tyriërs weigerden zich aan hem te onderwerpen besloot Alexander om de stad te veroveren. Door puin vanuit het vasteland de zee in te katapulteren ontstond er een dijk naar het eiland.
Tyrus werd uiteindelijk veroverd nadat het Macedonische leger via de dijk Tyrus bestormde, geholpen door een Perzische vloot die Alexander had ingenomen. Uit wraak voor de verdediging van Tyrus liet Alexander zo'n 2.000 mannelijke inwoners kruisigen en 30.000 anderen tot slaaf maken.
Dat Tyrus tegenwoordig een schiereiland is in plaats van een eiland is te danken aan Alexanders dijk.